# Jupiter Ace (DJ)
Jupiter Ace (* 1980 oder 1981 in Belfast), mit bürgerlichem Namen Gregory Ferguson, ist ein nordirischer DJ.
Schon im Alter von 16 Jahren legte er in britischen Clubs auf. Seit dem Jahr 2000 arbeitet er mit Ministry of Sound zusammen, hat mit ihnen viele Dance-, Disco- und House-Mixtapes aufgenommen und oft in Londoner Clubs aufgelegt. Er fertigte u. a. für Dannii Minogue und Moloko Remixe an.
Heute ist er bei Dancemogul Manifesto unter Vertrag. Seine Single  "1000 Years" stand 2005 in zwei Hitparaden in Großbritannien auf Platz 1.